# Oxyopes hindostanicus
Oxyopes hindostanicus is een spinnensoort uit de familie van de lynxspinnen (Oxyopidae).
De wetenschappelijke naam van de soort werd in 1901 gepubliceerd door Reginald Innes Pocock.